# Groove Armada
I Groove Armada sono un duo musicale inglese di musica elettronica, originario di Cambridge, attivo dal 1996 e formato da Andy Cato (al secolo Andrew Cocup) e Tom Findlay.

## Storia del gruppo
La loro attività ha avuto inizio nella prima metà degli anni novanta nei club di Londra. Groove Armada era il nome di una discoteca kitsch di Newcastle in voga negli anni '70, dove il duo incontrò il suo primo pubblico. Pare che la loro unione ebbe come madrina la fidanzata del polistrumentista (eccelle in particolare con il trombone, il basso e le tastiere) appassionato di house, Andy; è lei ad introdurlo al milieu musicale di Cambridge dove conosce subito Tom. Fra i due è intesa immediata: oltre alla passione per jazz, funk, dance e house, il vero amore è quello per il basso, il mixer e il computer.
Il loro album di debutto, Northern Star (1998), non ebbe un grande seguito, pur contenendo due brani di successo, 4 Tune Cookie ed in particolare At the River, singolo di esordio che venne riproposto l'anno successivo in Vertigo. Questo disco è, invece, un grande successo: vero e proprio campionario musicale e di stile sonoro (sull'esempio dell'Illustrated Musical Encyclopaedia di un Sakamoto d'annata), è in grado di spaziare dal jazz all'ambient, fino alla disco.
Se a At the River toccò di aprire le porte dei lounge club, ad aprire quelle del successo nelle discoteche fu If Everybody Looked the Same. Con questo pezzo il duo conquistò la Top 20 del loro paese, ma soprattutto si affermò nei circuiti internazionali per quel "Groove Armada Style" che trova d'accordo la grande produzione ed i musicisti più raffinati. Il primo ad accorgersene fu forse Quentin Leo "Norman" Cook, alias Fatboy Slim, che produsse il remix di I See You Baby, riproposto anche nei rispettivi Greatest Hits. Fu l'inizio di una svolta, quella dei remix, che quando giunse negli Stati Uniti (a seguito della versione di Vertigo per quel mercato) si concretizzò con The Remixes, che vede la post-produzione di DJ Icey, Attaboy, Kinobe e Tim "Love" Lee. Si trattò di uno di quei casi in cui gli interpreti finiscono per influenzare gli originali.
Infatti, dopo un album di mix, Back to Mine, il duo di Cambridge diede sfogo al proprio eclettismo con il terzo disco del 2001, tutto made in USA: Goodbye Country (Hello Nightclub). In questo lavoro, accanto a celebrità come l'antesignano Chic Nile Rodgers e il rapper underground Jeru the Damaja, spicca - quasi mistico - il cameo Richie Havens.

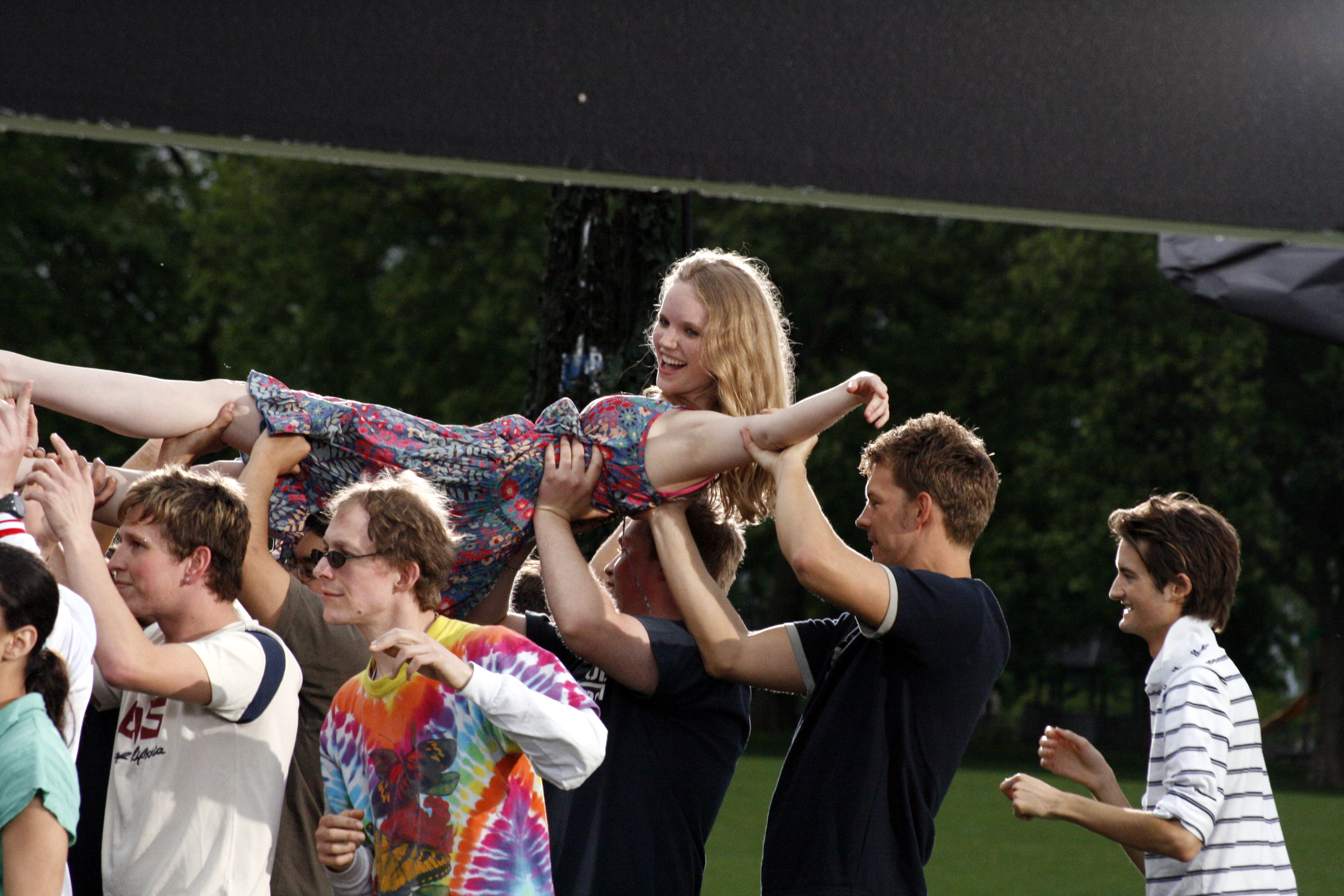
Shooting the video for Song 4 Mutya (Out Of Control) In Finsbury Park, London

Nonostante la grande attenzione della critica e ancor più dei musicisti, Superstylin' , il brano di punta del disco, non arriverà mai ai successi dei primi dischi. Lo stesso vale per il celebrato Lovebox (2003), un piccolo capolavoro di stile con partecipazioni importanti, fra cui Neneh Cherry, Sandy Denny, Nappy Roots, Sunshine Anderson e ancora Richie Havens. Già dopo Vertigo il duo aveva cominciato ad alternare la propria presenza come DJ resident, oltre che al Fabric di Londra, anche al club Twilo di New York, dove viene immediatamente notato, fra gli altri, da sir Elton John, che combina un concerto abbinato, e Madonna, che affiderà loro il remix del singolo Music. 
Fu quello l'inizio di una interminabile sequenza di collaborazioni. La loro attività di clubbing è ben rappresentata dai lavori minori, primo fra tutti Doin` It After Dark Vol. 01 e 02 del 2004, preceduto da Another Late Night del 2003 e The Dirty House Session del 2002.
Nel 2007 esce Soundboy Rock (di cui esiste anche una versione Live esclusiva di iTunes registrata durante l'omonimo festival londinese) che riprende il lavoro degli ultimi due dischi aggiungendovi un'iniezione di freschezza beat e un groove meticcio con partecipazioni di famiglia e inedite (Mutya Buena, Prince, AIR, DJ Shadow, Jeru the Damaja e altri). Più che mai evidente è, se non l'abbandono, almeno il passaggio in secondo piano dei campionamenti e dei sample a favore di un nuovo stile live entusiastico e rimixato con arte.
L'estetica dotta, per quanto elettronica, si è mischiata alla strada per far sì che divertimento e bellezza siano una cosa sola.
Nel 2010 esce Black Light, disco che rinnova l'originalità del gruppo e che aggiunge, ai già numerosi cantanti e ospiti dei propri dischi, una nuova personalità femminile, Saint Saviour che dai due singoli pre- e post-album (I won't kneel e Paper Romance) dimostra di essere all'altezza dell'originalità e innovazione che sono le qualità che hanno caratterizzato i 15 anni di musica elettronica targata Groove Armada. Black Light si disersifica dagli altri album per la propensione al genere, che in futuro grazie anche al loro apporto, si catalogherà da solo come Balearic Lounge (anche solo Balearic) staccandosi o aggiungendosi ai già toccati generi chillout, lounge, downtempo e altri derivati dell'elettronica. Black Light appare inizialmente un album rumoroso e hard per chi è abituato al loro sound pacato, ma già al secondo ascolto lo si capisce e percepisce come un disco che lascia e lascerà il segno. Groove Armada ha sempre contribuito allo sviluppo e alla crescita della musica elettronica in generale e con quest'ultimo lavoro ne dà un'ulteriore conferma, questo disco verrà sicuramente apprezzato dal pubblico. White Light è un disco di versioni alternative dei brani contenuti in Black Light.

## Discografia

### Album studio
- 1998 - Northern Star
- 1999 - Vertigo
- 2001 - Goodbye Country (Hello Nightclub)
- 2002 - Lovebox
- 2007 - Soundboy Rock
- 2010 - Black Light
- 2010 - White Light
- 2015 - Little Black Book
- 2020 - Edge of the Horizon

### Raccolte
- 2000 - Back to Mine - Volume 4
- 2000 - The Remixes
- 2002 - The Dirty House Session
- 2003 - Another Late Night
- 2004 - The Best of Groova Armada
- 2004 - Doin` It After Dark
- 2004 - Doin` It After Dark vol.2
- 2007 - GA10: 10 Year Story

### Live
- 2010 - White Light

## Curiosità
- È celebre il festival londinese da loro promosso all'insegna del marchio "Lovebox".
- Il brano "Madder" è stato utilizzato nel 2003 per il videogioco Rayman 3: Hoodlum Havoc, prodotto da Ubisoft.
- I brani I see you baby e My friend sono stati rispettivamente utilizzati dalla pubblicità della Renault Mégane e della Škoda Fabia.
- Il brano Edge Hill (dall'album Goodbye Country Hello Nightclub) fa parte della colonna sonora del film Tombraider (Lara Croft)
- Il brano Hands of time è presente nel film Collateral di Michael Mann.
- Hanno scritto brani per album di Kylie Minogue e Róisín Murphy.
- Nel 2024 Andy Cato appare in alcuni episodi dello show-facutal di Prime Video "La fattoria Clarkson" in cui è protagonista Jeremy Clarkson. In qualità di agricoltore specializzato in coltivazioni rigenerative.